# Miss Marple
Miss Jane Marple is een personage, bedacht door Agatha Christie. Miss Marple is een dame op leeftijd en woont in het (fictieve) Engelse dorpje St. Mary Mead. Ze wordt vaak aangezien voor een nieuwsgierige oude vrijster, maar lost met haar ijzeren logica de ingewikkeldste moordzaken op. Volgens Agatha Christie zelf was Jane Marple gebaseerd op haar grootmoeder Margaret West, die altijd van alles en iedereen het ergste verwachtte.

## Geschiedenis

### Boeken
Miss Marple debuteerde in 1926, toen het korte verhaal The Tuesday Night Club in het tijdschrift The Sketch gepubliceerd werd. Tussen 1926 en 1930 verschenen in totaal dertien verhalen, die twee jaar later in boekvorm gebundeld werden als The Thirteen Problems. In deze verhalen vertellen de leden van een vriendenclubje om de beurt een whodunit. De andere leden moeten dan raden wie het gedaan heeft. Tot ieders verrassing is het de bejaarde vrijgezellin Miss Marple die telkens de juiste oplossing vindt. In het dertiende verhaal Death by Drowning lost Miss Marple voor het eerst een echte moord op.
In 1930 verscheen The Murder at the Vicarage, de eerste roman met Miss Marple. Daarna was het twaalf jaar wachten op The Body in the Library. In het totaal zou Miss Marple optreden in twaalf detectiveromans en twintig korte verhalen. Net als bij haar andere meesterdetective, Hercule Poirot, schreef Agatha Christie al vroeg een 'laatste boek' voor Miss Marple. Sleeping Murder werd in de late jaren 40 en vroege jaren 50 geschreven, maar werd postuum in 1976 gepubliceerd.

### Verfilmingen
In de jaren 60 werd Miss Marple tot leven gebracht door Margaret Rutherford. Hoewel de actrice veel lof kreeg voor haar vertolking, was de Miss Marple die zij neerzette, beduidend anders dan die in de boeken van Christie. De verfilmingen met Rutherford waren losjes gebaseerd op de boeken van Agatha Christie. De vierde film, Murder Ahoy!, was zelfs helemaal niet meer gebaseerd op een Christie.
In 1980 speelde Angela Lansbury Miss Marple in de verfilming van The Mirror Crack'd, naast o.a. Elizabeth Taylor en Rock Hudson. Helen Hayes speelde Marple tweemaal in Amerikaanse tv-versies van A Caribbean Mystery en Murder with Mirrors.
Tussen 1984 en 1992 verfilmde de BBC twaalf van de boeken met Miss Marple voor de televisie. Jane Marple werd gespeeld door Joan Hickson die het originele personage dicht benaderde. Hickson speelde in 1961 overigens Mrs. Kidder in Murder, She Said en werd door Agatha Christie genoemd als een actrice die een goede Marple zou kunnen spelen.
Tussen 2004 en 2013 startte ITV met een nieuwe serie verfilmingen van boeken van Agatha Christie. Geraldine McEwan speelt in deze versies Miss Marple, later opgevolgd door Julia McKenzie. Miss Marple speelt hierbij ook de hoofdrol in verhalen die oorspronkelijk met Hercule Poirot en Tommy en Tuppence in de hoofdrol werden geschreven.

## Overzicht

### Romans
- The Murder at the Vicarage (1930)
- The Body in the Library (1942)
- The Moving Finger (1943)
- A Murder is Announced (1950)
- Murder with Mirrors (1952)
- A Pocketful of Rye (1953)
- 4.50 from Paddington (1957)
- The Mirror Crack'd from Side to Side (1962)
- A Caribbean Mystery (1964)
- At Bertram's Hotel (1965)
- Nemesis (1971)
- Sleeping Murder (Circa 1950 geschreven; postuum gepubliceerd in 1976)

### Korte verhalen
- The Thirteen Problems (1932): dertien verhalen, afzonderlijk gepubliceerd tussen 1926 en 1930.
- Miss Marple's Final Cases and Two Other Stories (1979): zes Marple-verhalen, afzonderlijk gepubliceerd tussen 1934 en 1954.
- Greenshaw's Folly (1960)

### Films
met Margaret Rutherford
- Murder, She Said (1962)
- Murder at the Gallop (1963)
- Murder Most Foul (1964)
- Murder Ahoy! (1964)

met Angela Lansbury
- The Mirror Crack'd (1980)

met Helen Hayes
- A Caribbean Mystery (1983)
- Murder with Mirrors (1985)

### Televisieseries
The Miss Marple Mysteries
met Joan Hickson. Geproduceerd door de BBC.
- The Body in the Library (1984)
- The Moving Finger (1985)
- A Pocket Full of Rye (1985)
- A Murder is Announced (1985)
- Sleeping Murder (1987)
- At Bertram's Hotel (1987)
- Nemesis (1987)
- The Murder at the Vicarage (1986)
- 4:50 from Paddington (1987)
- A Caribbean Mystery (1989)
- They Do It With Mirrors (1991)
- The Mirror Crack'd From Side to Side (1992)

Agatha Christie's Marple
met Geraldine McEwan. Geproduceerd door Granada/Agatha Christie Ltd/WGBH Boston.
- The Body in the Library (2004)
- A Murder is Announced (2004)
- The Murder at the Vicarage (2004)
- 4:50 From Paddington (2004)
- The Moving Finger (2006)
- Sleeping Murder (2006)
- By the Pricking of My Thumbs (2006)
- The Sittaford Mystery (2006)
- At Bertram's Hotel (2007)
- Ordeal by Innocence (2007)
- Towards Zero (2008)
- Nemesis  (2009)

met Julia McKenzie.
- A Pocket Full of Rye (2009)
- Murder Is Easy (2009)
- They Do It with Mirrors (2010)
- The Pale Horse (2010)
- The Secret of Chimneys (2010)
- The Blue Geranium (2010)
- The Mirror Crack'd from Side to Side (2011)
- Why Didn't They Ask Evans? (2011)
- A Caribbean Mystery (2013)
- Greenshaw's Folly (2013)
- Endless Night (2013)